# Сул-Скеррі
Сул-Скеррі (англ. Sule Skerry) — острівець-скеля в Північній Атлантиці біля північного узбережжя Шотландії. Сул-Скеррі лежить за 60 кілометрів (32 морські милі) на захід від острова Мейнленд у складі Оркнейських островів в Шотландії. Єдиний сусід Суле Скеррі, або Суле Стек, лежить за 10 км (5+1⁄2 морських миль) на південний захід; віддалені острови Рона і Сула Сгейр лежать приблизно на 80 км (45 морських миль) далі на захід. Сул-Скеррі та Суле Стек є частиною ради Оркнейських островів.
Сул-Скеррі має площу 16 гектарів (40 акрів) і довжину близько 800 метрів (1⁄2 милі). Він досягає висоти 12 метрів (40 футів). Він утворений люїзіанським гнейсом.
У центрі острова на найвищій точці розташовується маяк, а на периферії — кілька невеликих каменів. Згідно з Книгою рекордів Гіннеса, маяк Суле Скеррі був найвіддаленішим маяком у Великій Британії з людьми від його відкриття в 1895 році до його автоматизації в 1982 році. Його віддалене розташування означало, що будівництво могло проводитися лише влітку, тому воно відбувалося у 1892—1894 роках до повного завершення.
На острові немає лісів, оскільки небагато дерев витримають сильні зимові вітри та соляні бризки. Домінуючою рослиною є травень морський (Tripleurospermum maritimum).